# Pre-Madonna
Pre-Madonna é uma coleção de demos da artista musical estadunidense Madonna. O álbum foi lançado em 1997 por Stephen Bray, produtor que trabalhou com a artista nas músicas quando as mesmas foram gravadas, sendo distribuídas pela Soultone. Nos países europeus, o álbum foi lançado com o título In the Beginning. 
Madonna conheceu Bray, seu ex-namorado, quando estava tentando estabelecer-se no ramo musical, em 1980. Ela deixou sua antiga banda, Breakfast Club, e engajou-se a ajuda de Bray para que pudesse alavancar sua carreira. Juntos, os dois começaram a escrever músicas e gravá-las no Music Building Studio em Nova Iorque. As músicas gravadas naquela época (sendo sete escritas apenas por Madonna) foram lançadas no Pre-Madonna.
Mesmo não sendo autorizado por Madonna, Bray deciidiu lançar o Pre-Madonna remixando algumas das músicas e mantendo outras em sua forma original. A coletânea inclui versões demo de "Everybody" e "Burning Up", músicas que Madonna utilizou em seu álbum de estréia homônimo. Bray escolheu lançar o álbum no mesmo dia do nascimento da filha de Madonna, Lourdes Maria, como uma tentativa de aproveitar-se da publicidade. 
O álbum recebeu diversas avaliações. Algumas críticas julgaram o lançamento do mesmo como desnecessário, enquanto outros apreciaram muito ouvir as gravações originais de algumas das músicas de Madonna, além das faixas não lançadas oficialmente.

## Antecedentes
Em 1979, Madonna estava tentando estabelecer sua carreira na indústria musical. Ela era bateirista de uma banda chamada Breakfast Club, que era liderada pelos irmãos Gilroy, Dan e Ed. Após a saída da antiga vocalista, a função foi dada a Madonna. Contudo, ela queria ser a única voz feminina na banda, e se opôs contra a introdução de outra vocalista, Angie Smith. Isso ocasionou uma disputa entre ela e Dan, o que resultou na saída de Madonna da banda. Então, ela formou uma nova banda intitulada Madonna and The Sky, mas dentro de algumas semanas, um outro problema surgiu. O bateirista principal, Mike Shenoy, que tinha um trabalho de tempo integral e uma esposa, resolveu deixar a banda.
Não abalada pela saída de Shenoy, Madonna decidiu trabalhar junto a seu namorado, Stephen Bray. Bray e Madonna haviam se conhecido na Universidade do Michigan, em 1976, onde ele trabalhava como um garçom em um clube em Ann Arbor. Bray costumava levar Madonna nas tours de sua banda, e mesmo após o fim do romance, os dois continuaram a ser bons amigos. Quando Madonna ligou para Bray pedindo que o mesmo entrasse para a banda, ele imediatamente aceitou, atuando como o bateirista no lugar de Shenoy. O foco principal de Madonna agora seria se tornar uma cantora profissional. Ela pediu a Bray para ajudá-la a alcançar isso, e juntos, começaram a escrever algumas músicas, gravando-as através da Gotham Records, no estúdio de ensaios em Nova Iorque chamado de The Music Building. As músicas gravadas incluíam "Ain't No Big Deal", "Laugh to Keep from Crying", "Crimes of Passion" e "Stay". Bray foi o produtor dessas faixas, assim como, também, de outros demos que Madonna gravou, incluindo "Everybody" e "Burning Up". As duas últimas músicas foram aceitas para o álbum homônimo de estréia de Madonna, tendo sido retrabalhadas numa nova versão. No entanto, as versões demo foram deixadas com Bray.

## Composição
Quando Bray decidiu lançar as faixas demo num álbum, ele remixou algumas delas para que obtivessem um ar mais "contemporâneo". "Ain't No Big Deal" foi regravada e lançada como B-side dos singles "True Blue" e "Papa Don't Preach", ambos do terceiro álbum de estúdio de Madonna, True Blue. A música apresenta o típico vocal de timbre agudo daquela época e fala sobre uma mulher descontraída declarando seu amor. "Stay" e "Don't You Know" foram unidas em uma única faixa, "Stay", incluída no seu segundo álbum de estúdio, Like a Virgin. As músicas utilizam ritmos triplos e faixas de vocais duplicados, incluindo um zumbido que lembra alguém dando pequenas batidas num microfone e falando uma sequência que vai desaparecendo lentamente ao final. As versões de 1981 de "Everybody", "Burning Up" e "Ain't No Big Deal" são as versões demo puras das músicas lançadas oficialmente, tendo os títulos marcados com o ano no qual foram gravadas (com o objetivo de diferenciá-las das versões oficiais disponibilizadas anteriormente).
De acordo com Rikky Rooksby, o autor de Madonna: The Complete Guide of Her Music, a versão demo de "Everybody" é mais ou menos a mesma que a versão do single, não tendo, apenas, sons de sintetizadores adicionados na mesma. Do mesmo modo, a demo de "Burning Up" não contém o riff de guitarra da versão single. Larry Flick, da Billboard, disse que "Crimes of Passion" possui uma pontinha disco em sua composição. A voz de Madonna soa plena nos versos e no refrão, mas chega a tom agudo na ponte. "Laugh to Keep from Crying" é uma música de rock, tendo uma guitarra Rickenbacker tocada pela própria Madonna. A voz da cantora soa como se a mesma estivesse bêbada, e uma bateria faz fundo à sua voz no refrão. O AllMusic comparou o som aos da banda The Pretenders. De acordo com Bray, o Pre-Madonna esculpe a música de toda uma geração e apresenta a primeira fase de Madonna antes de definir-se como é atualmente.

## Lançamento e recepção
Na época em que a compilação foi lançada, Madonna estava aparecendo muito na mídia devido à sua participação no filme Evita e devido à gravidez de sua primeira filha, Lourdes Maria. Bray decidiu utilizar-se desse fato para o lançamento do álbum. Ele disse em uma entrevista para o Extra que Madonna receberia os royalties pelo lançamento, e adicionou que "Não há nada nessas faixas que a constrangeria, e apenas espero que ela goste da mesma maneira que gostamos." Nos países europeus, o álbum foi renomeado para In the Beginning, apresentando uma diferente capa, além de uma track list rearranjada.

## Faixas do disco
| Pre-Madonna    |                                      |                    |         |  |
| N.º            | Título                               | Produtor(es)       | Duração |  |
| 1.             | "Laugh to Keep from Crying"          | Bray               | 3:50    |  |
| 2.             | "Crimes of Passion"                  | Bray Tony Shepperd | 3:43    |  |
| 3.             | "Ain't No Big Deal"                  | Bray Shepperd      | 4:00    |  |
| 4.             | "Everybody"                          | Bray Shepperd      | 4:50    |  |
| 5.             | "Burning Up"                         | Bray               | 4:05    |  |
| 6.             | "Ain't No Big Deal"                  | Bray               | 6:39    |  |
| 7.             | "Everybody"                          | Bray               | 4:49    |  |
| 8.             | "Stay"                               | Bray               | 4:21    |  |
| 9.             | "Don't You Know"                     | Bray               | 4:31    |  |
| 10.            | "Ain't No Big Deal" (Versão de 1997) | Bray Shepperd      | 6:39    |  |
| Duração total: | Duração total:                       | Duração total:     | 47:27   |  |

| In the Beginning |                             |                |         |  |
| N.º              | Título                      | Produtor(es)   | Duração |  |
| 1.               | "Crimes of Passion"         | Bray Shepperd  | 3:44    |  |
| 2.               | "Everybody"                 | Bray Shepperd  | 4:52    |  |
| 3.               | "Ain't No Big Deal"         | Bray Shepperd  | 4:02    |  |
| 4.               | "Laugh to Keep from Crying" | Bray           | 3:51    |  |
| 5.               | "Burning Up"                | Bray           | 4:06    |  |
| 6.               | "Ain't No Big Deal"         | Bray           | 6:41    |  |
| 7.               | "Everybody"                 | Bray           | 4:51    |  |
| 8.               | "Stay" (Versão de 1981)     | Bray           | 4:23    |  |
| 9.               | "Don't You Know"            | Bray           | 4:31    |  |
| Duração total:   | Duração total:              | Duração total: | 41:01   |  |

#### Observações
- As faixas 1, 5, 6, 7, 8 e 9 foram produzidas por Stephen Bray.[10]
- As faixas 2, 3, 4 e 10 foram produzidas por Stephen Bray e Tony Shepperd.[10]